# مادر و مامان
مادر و مامان (انگلیسی: Mother and Mom؛‏ کره‌ای: 라이딩 인생) مجموعه تلویزیونی محصول کره جنوبی سال ۲۰۲۵ به نویسندگی سونگ یون آه و جو وون دونگ، به کارگردانی کیم چول گیو و با بازی جون هه جین، جو مین سو، جونگ جین یونگ و جون سوک هو است. این مجموعه از ۳ تا ۲۵ مارس ۲۰۲۵، روزهای دوشنبه و سه‌شنبه ساعت ۲۲:۰۰ (کی‌اس‌تی) از ئی‌ان‌ای پخش شد و به‌طور همزمان برای استریم از جینی تی‌وی در دسترس قرار گرفت.

## بازیگران
- جون هه جین در نقش لی جونگ اون[۴]
- جو مین سو در نقش یون جی آه[۴]
- جونگ جین یونگ در نقش لی یونگ ووک[۴]
- جون سوک هو در نقش هونگ جه مان[۴]

شوهر جونگ اون
- پارک بو کیونگ[۵]
- پارک سو یون[۶]